# Klasztor St. Bonifaz
Klasztor St. Bonifaz – klasycystyczny klasztor benedyktynów, znajdujący się w Monachium.

## Źródła
- Odilo Lechner: Bilder als Weggeleit – Betrachtungen zur Bildwelt der Basilika St. Bonifaz in München, Kunstverlag Josef Fink, Lindenberg im Allgäu 2014, ISBN 978-3-89870-886-9.